# Elsbeth (Unterreit)
Elsbeth ist ein Gemeindeteil der Gemeinde Unterreit und eine Gemarkung im oberbayerischen Landkreis Mühldorf am Inn. Von 1818 bis 1971 war Elsbeth der Name der heutigen Gemeinde Unterreit.

## Lage
Der Weiler mit Kirche liegt auf offener Flur im Norden des Gemeindegebietes 1,5 Kilometer von Gars-Bahnhof und dem Inn.

## Geschichte
Die katholische Filialkirche St. Elisabeth ist ein kleiner spätgotischer Saalbau mit Polygonalchor und Westturm, geweiht 1506 und um 1700 umgestaltet.
Elsbeth gehörte zum Rentamt Burghausen und zum Landgericht Kling des Kurfürstentums Bayern. Elsbeth lag bis zu dessen Aufhebung im Jahr 1803 in der geschlossenen Hofmark Mittergars des Erzstifts Salzburg und wurde mit dem bayerischen Gemeindeedikt von 1818 eine selbständige Gemeinde im Landgericht ä.O. Wasserburg mit folgenden Ortsteilen:
- Am Reith
- Ernst a.Reith
- Furth
- Grub
- Haslöd
- Holzhäusl (mit Schatzwinkel verbunden)
- Kochöd
- Leinöd
- Meister (mit Elsbeth verbunden)
- Plöck
- Raab a.Zaun
- Roßruck
- Schatzöd
- Schatzwinkel
- Starzmann
- Traunhofen
- Unterreit
- Waschpoint (Wolfspoint)

Am 1. April 1971 wurden die Gemeinden Elsbeth, Grünthal und Wang zur Gemeinde Unterreit (Name eines Gemeindeteils von Elsbeth) zusammengefasst. Der Landkreis Wasserburg am Inn wurde 1972 aufgelöst.